# Каскат (Костанайская область)
Каскат (каз. Қасқат) — село в Мендыкаринском районе Костанайской области Казахстана. Административный центр Ломоносовского сельского округа. Код КАТО — 395653100.

## Население
В 1999 году население села составляло 1672 человека (833 мужчины и 839 женщин). По данным переписи 2009 года, в селе проживало 1468 человек (760 мужчин и 708 женщин). По данным переписи 2021 года, в селе проживало 605 человек (309 мужчин и 296 женщин).